# Муторай (река)
Муторай — река в Эвенкийском районе Красноярского края России, левый приток Чуни. Длина реки — 228 км. Площадь водосборного бассейна — 4120 км².
Река берёт начало на Тунгусском плато, у западной границы Тунгусского заповедника, на высоте более 400 м над уровнем моря. От истока течёт на запад, протекает через несколько некрупных озёр, ограничивая с севера горный хребет Урэми, после чего направление реки меняется на северо-западное и далее на северное. Ближе к устью делает большой изгиб к востоку. Умеренно меандрирует. На берегах — холмистая тайга с преобладанием сосны и лиственницы. Впадает в Чуню по левому берегу на отметке 304 м над уровнем моря в 4 км к юго-востоку от села Муторай, ниже впадения Кимчу, в 529 км от устья Чуни. Ширина перед устьем составляет 25-40 м при глубине 0,5-1 м, скорость течения в низовьях — 0,5 м/с. 

## Основные притоки
Указаны поименованные притоки длиной 30 км и более
| Название        | Расстояние от устья | Длина | Положение |
| --------------- | ------------------- | ----- | --------- |
| Ученки          | 2                   | 62    | левый     |
| Левая Хороникта | 84                  | 46    | левый     |
| Придута         | 141                 | 77    | левый     |
| Хонгон          | 156                 | 51    | левый     |
| Гурумыкта       | 163                 | 33    | правый    |

## Данные водного реестра
По данным государственного водного реестра России и геоинформационной системы водохозяйственного районирования территории РФ, подготовленной Федеральным агентством водных ресурсов:
- Бассейновый округ — Енисейский
- Речной бассейн — Енисей
- Речной подбассейн — Подкаменная Тунгуска
- Водохозяйственный участок — Чуня
- Код водного объекта — 17010500212116100043458